# Michele Abbruzzo
Michele Abbruzzo (* 29. Dezember 1904 in Sciacca; † 17. November 1996 in Catania) war ein italienischer Schauspieler.

## Leben
Abbruzzo begann als Darsteller im Varieté und gründete Ende Oktober 1938 mit Rosina Anselmi eine eigene Theatertruppe, die sich vor allem dem sizilianischen Dialekttheater verschrieb und auch durch das Repertoire in der Nachfolge von Angelo Musco stand. In den 1950er Jahren setzte er diese Aufgabe mit einer nun nur noch unter seinem Namen firmierenden Gruppe fort und spielte und inszenierte an zahlreichen Orten und zahlreiche Stücke. Sehr gelegentlich nahm er auch Filmangebote wahr.

## Filmografie (Auswahl)
- 1920: `A Legge
- 1975: Il fidanzamento